# Sint-Bavokerk (Zingem)

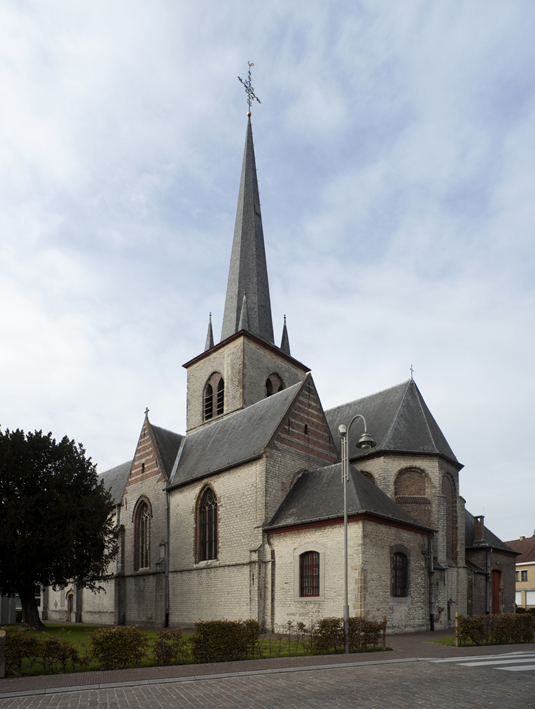
De Sint-Bavokerk

De Sint-Bavokerk is een kerkgebouw in de Belgische deelgemeente Zingem. De kerk is toegewijd aan Bavo van Gent.

## Bouwgeschiedenis
De kerk wordt voor het eerst vermeld in een akte uit 966 waarbij koning Lotharius de eigendom van de kerk en van 10 hoeven restitueert aan de Gentse Sint-Baafsabdij. Hieruit leiden historici af dat reeds voor de invasie van de Noormannen een kerk, toegewijd aan Sint-Bavo, door de monniken op hun domein was gebouwd. Het patronaatschap over de kerk werd in 1121 bevestigd aan de abt van de Sint-Baafsabdij. Een overdracht gebeurde na 1537 aan het Sint-Baafskapittel en na 1559 aan de Gentse bisschop en het kapittel.
Deze van oorsprong romaanse kerk heeft een gotisch transept, opgetrokken rond 1300. De onderbouw van de vieringtoren en een deel van de westelijke gevel in onregelmatige Doornikse steen getuigen van de oorspronkelijke bouwstijl. Balegemse steen werd gebruikt om, rond 1500, de zijbeuken op te trekken.
Het linkerzijkoor is toegewijd aan Onze-Lieve-Vrouw en dateert uit 1504. De kerktoren verhoogde men in 1529 en kreeg een houten spits. Een document uit 1577 beschrijft de kerk als een der mooiste en rijkste kerken van de streek. Geuzen uit Gent brachten in 1578 vernielingen aan waarbij de toren instortte.
Bij de aanvang van de 17e eeuw startte geleidelijk de heropbouw van onder meer de toren in 1611-1613, die eerst in 1635 een hoge torenspits kreeg. In 1610 volgde de herstelling van het hoogkoor met geld van de bisschop en het kathedraalkapittel van Sint-Baafs. In 1627-28 bouwde men de zuidelijke zijbeuk met het Sint-Catherina-altaar herop.
Bij bezoek van bisschop Triest in 1638 was de kerk volledig heropgebouwd. Belangrijke stormschade in 1748 noodzaakte restauraties van middendak en westgevels. Een nieuwe sacristie. kwam er in 1761 volgens jaartal binnenin vermeld. Het hoofdportaal is voorzien van een zware deur in arduinen Lodewijk XVIe-omlijsting, geplaatst in 1825 en afkomstig van het toen gesloopte kasteel van Etikhove.
Herstel van oorlogsschade in 1945 werd onder de leiding van architect Henri Valcke uitgevoerd. Nieuwe restauratiewerken startten vanaf 1965 waarbij de torenspits opnieuw werd vernieuwd. Het dakgestoelte kreeg een vloer in gewapend beton in 1971.

## Het interieur
De kerk heeft een kerkorgel uit de 18e eeuw van de bekende orgelmakers Van Peteghem.

## Galerij

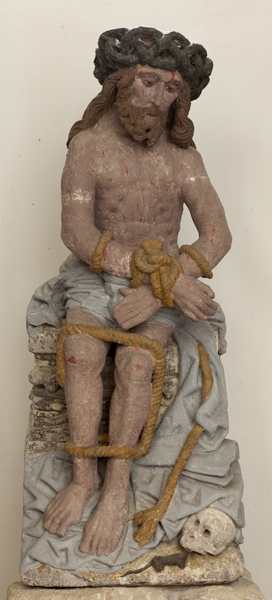
Christus op de koude steen
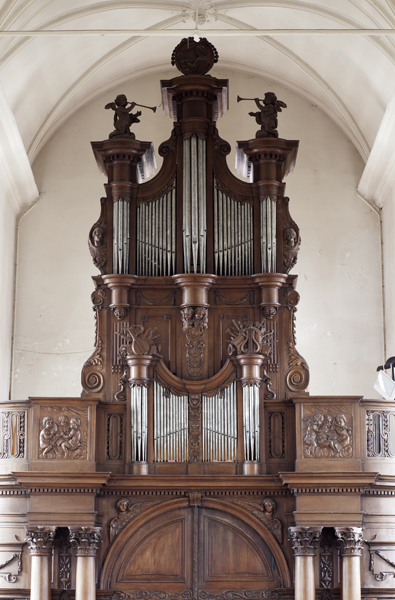
Het kerkorgel
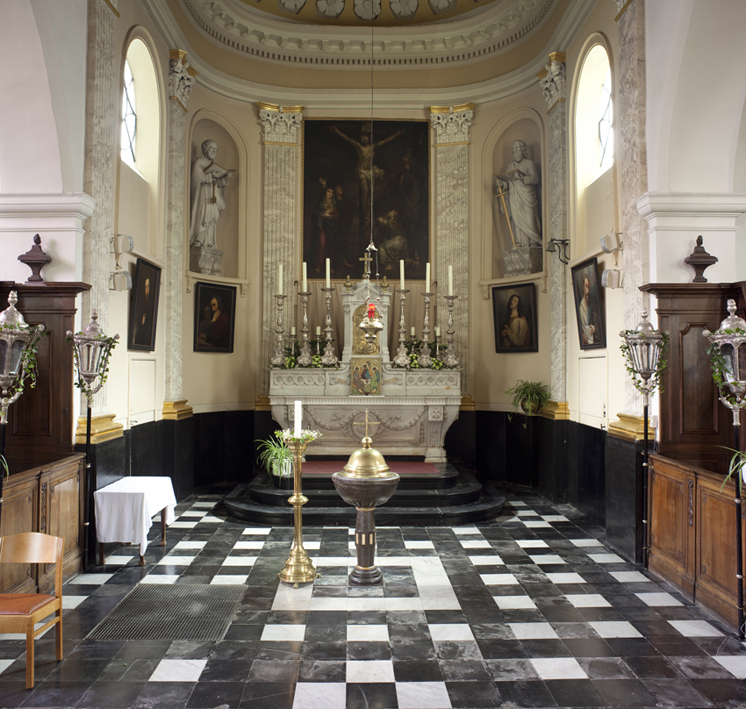
Interieur
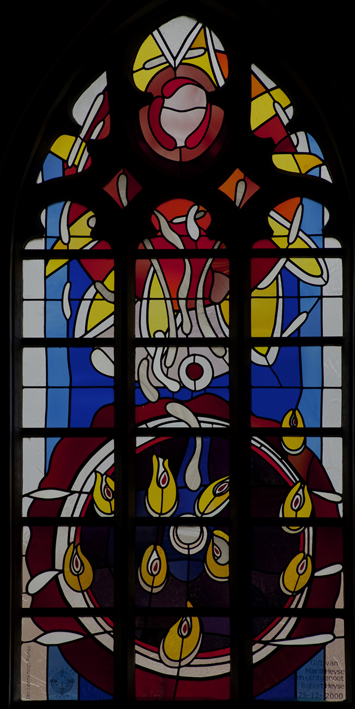
Glas-in-loodraam van Jan Leenknegt
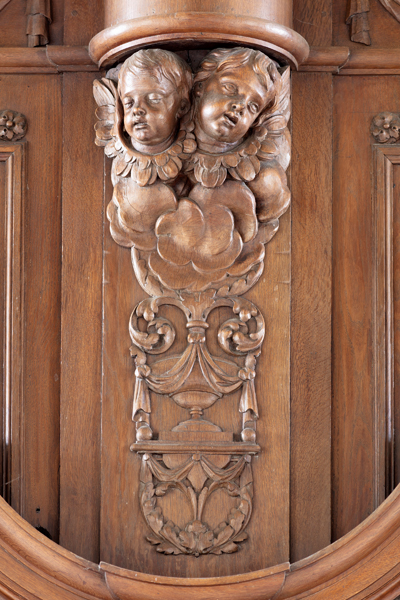
Orgel (detail)